# Poussan

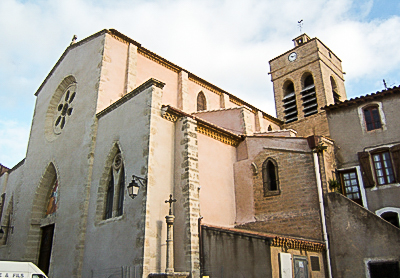
Kirche Saint-Pierre

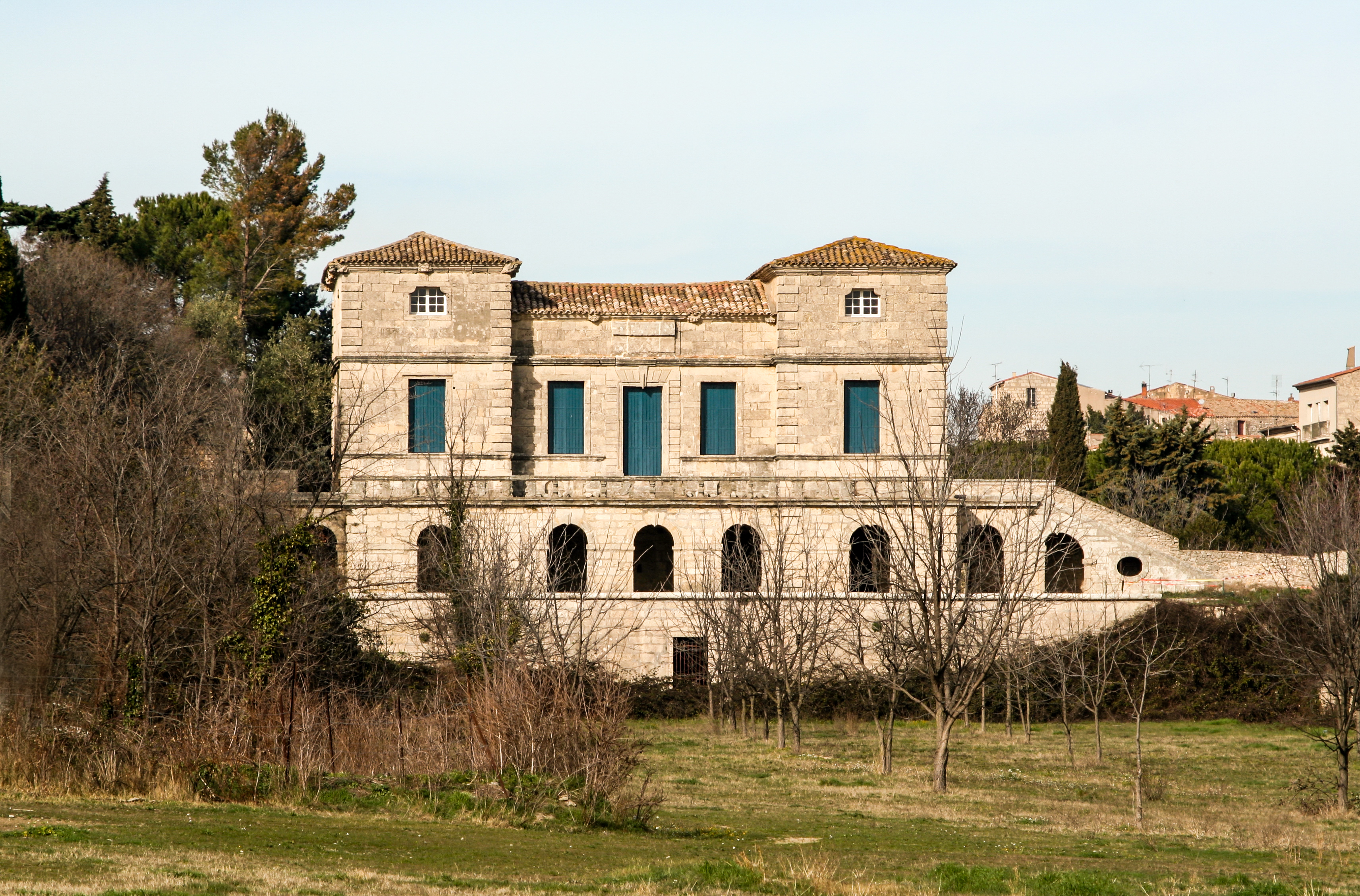
Château de la Garenne

Poussan (okzitanisch Poçan) ist ein südfranzösischer Ort und eine Gemeinde (commune) mit 6.540 Einwohnern (Stand: 1. Januar 2022) im Département Hérault in der Region Okzitanien. Die Bewohner werden Poussannais und Poussannaises genannt.

## Lage und Klima
Der Ort Poussan liegt am Rand des Gardiolemassivs im Nordosten der Lagune des Étang de Thau in einer Höhe von rund 25 m. Die Stadt Montpellier ist knapp 30 km (Fahrtstrecke) in nordöstlicher Richtung entfernt; die Küstenstadt Sète liegt nur ca. 12 km südlich. Das in hohem Maße vom Mittelmeer beeinflusste Klima ist mild bis warm; Regen (ca. 705 mm/Jahr) fällt überwiegend im Winterhalbjahr.

## Bevölkerungsentwicklung
| Jahr                       | 1800 | 1851 | 1901 | 1954 | 1999 | 2018 |
| Einwohner                  | 1483 | 1990 | 2416 | 1568 | 4044 | 5983 |
| Quellen: Cassini und INSEE |      |      |      |      |      |      |

Die Reblauskrise im Weinbau, die zunehmende Mechanisierung der Landwirtschaft, die Aufgabe bäuerlicher Kleinbetriebe („Höfesterben“) und die daraus resultierende Arbeitslosigkeit auf dem Lande führten in der ersten Hälfte des 20. Jahrhunderts zu einem deutlichen Rückgang der Einwohnerzahlen. Aufgrund der relativen Nähe zur Großstadt Montpellier und zur touristischen Region um Sète ist die Einwohnerzahl Ende des 20. Jahrhunderts deutlich angestiegen.

## Wirtschaft
Früher war Poussan ein kleines, sich selbst versorgendes Fischerdorf, in dessen Hinterland Feldwirtschaft und Weinbau betrieben wurde. Heute spielen die relative Nähe zur Küstenstadt Sète und der Tourismus eine große Rolle. Außerdem liegt Poussan im Weinbaugebiet Vin de pays des Collines de la Moure. Auf dem Gemeindegebiet befindet sich seit dem Jahr 2009 der Windpark Parc éolien de la Petite Moure.

## Geschichte
Als keltisches Oppidum und durch seine Lage an der Via Domitia war Poussan bereits früh ein nicht unbedeutender Platz. In der Umgebung wurden mehrere römische Landgüter (villae rusticae) entdeckt. Der heutige Ort entstand in Form einer Circulade ab dem 10. Jahrhundert rund um die Kirche Saint-Pierre.

## Sehenswürdigkeiten
- Die bereits im Jahr 960 urkundlich nachgewiesene Kirche Saint-Pierre wurde in der Folgezeit wiederholt restauriert und umgebaut. In den Jahren nach 1844 entstand sie völlig neu.
- Von der spätmittelalterlichen Stadtmauer (remparts) mit zwei Stadttoren aus dem 14. Jahrhundert ist nur ein kurzer Abschnitt erhalten.
- Ein weiteres Stadttor stammt aus der Mitte des 17. Jahrhunderts.
- Die Kapelle der Bruderschaft der „Weißen Büßer“ (Chapelle des Pénitents Blancs) entstand um die Mitte des 17. Jahrhunderts.
- Das Château de Montlaur hat noch einen Turm aus der Zeit um 990; die anderen Bauteile entstammen dem 16./17. Jahrhundert. Es ist in Teilen seit 2006 als Monument historique eingeschrieben.
- Am Château de Malbois wurde seit dem Jahr 1330 gebaut.
- Im Ort stehen mehrere Natursteinhäuser aus dem 16.–18. Jahrhundert.
- Das Haus Vinas stammt aus dem 14. Jahrhundert, seit 1963 in Teilen als Monument historique eingeschrieben.
- Pfarrhaus im 14. Jahrhundert errichtet, ist seit 1951 als Monument historique eingeschrieben.
- Das am Ortsrand stehende Château de la Garenne wurde in den 1680er Jahren im Auftrag von Jacques de Tournesy, dem königlichen Statthalter von Montpellier, errichtet. Es ist seit 1965 in Teilen als Monument historique klassifiziert, in den restlichen Teilen seit 2008 eingeschrieben.
- Die Markthalle (halles) ist ein Eisenarchitektur-Bau des Jahres 1905 mit einem imposanten Portal aus Hausteinen.

Umgebung
- Die etwa 700 m südlich gelegene Ruine der Kirche Saint-Vincent de Jonquières erinnert an den ehemaligen Ort.